# Fuerte Saint Joseph
El Fuerte San José es un sitio histórico registrado en Estados Unidos situado en Niles, Míchigan, EE. UU.
Comprende los restos de una misión jesuita y un fuerte del siglo XVII de época de Nueva Francia. 

## Historia

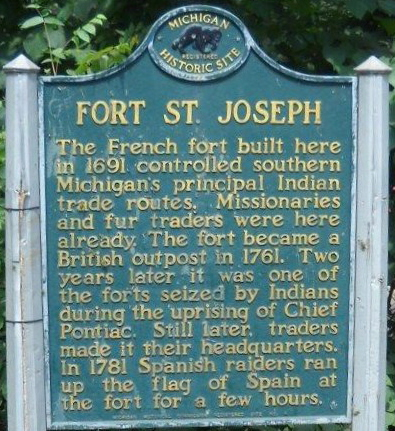
Marcador histórico de Míchigan

La construcción del fuerte en la región del Pays d'en Haut data de 1691 como puesto comercial para el comercio de pieles en la confluencia de los caminos indios Old Sauk Trail y Grand River Trail, a las orillas del río Saint Joseph. Fue precedido por la misión jesuita de Saint Joseph de 1680, fundada por Claude-Jean Allouez. A mediados del siglo XVIII el fuerte contaba con una guarnición de 10 soldados, además de sus familias y personal auxiliar, incluyendo un sacerdote.  En 1754 su capitán era Louis Coulon de Villiers.
En 1761, a consecuencia de la guerra de los Siete Años, fue ocupado por los ingleses en época de la provincia de Quebec. Los potawatomi se rebelaron contra los ingleses, arrasando el fuerte en 1763 durante la rebelión de Pontiac.
Fue atacado por los españoles durante la guerra de Independencia de los EE. UU. (1775-1783). El fuerte había sido empleado como punto de abastecimiento a los indígenas aliados de Inglaterra. Ante la victoria española frente a los ingleses en San Luis (1780), en 1780 los jefes Milwakee El Heturnò y Naquiguen solicitaron apoyo español contra la posición inglesa del fuerte. Dentro de las reclamaciones españolas sobre los territorios de norteños de Illinois y Míchigan, en 1781 España apoyó a los jefes y la reclamó como parte de la Luisiana española. En 1781 el capitán de San Luis (Misuri) Francisco Cruzat ordenó la expedición de Eugenio Pouré realizando un ataque definitivo sobre el fuerte. La bandera inglesa del fuerte fue entregada en San Luis.
Las negociaciones en París del conde de Aranda aseguraron la soberanía española del territorio al oeste del río Wabash en 1782. Sin embargo por el tratado de Pinckney (1795) con los EE. UU., España renunció a cualquier reclamación de tierras al este del Misisipi. El fuerte cayó entonces en desuso hasta su total desaparición. 

## Descripción
Los trabajos arqueológicos hallaron el sitio del fuerte St. Joseph en 1998. Tras iniciativas de los vecinos de Niles y de la Western Michigan University, se han identificado objetos que dan testimonio de la presencia de jesuitas, así como la estructura del fuerte y sus edificios principales. Los restos del fuerte han dado lugar al museo Fuerte Saint Joseph donde se destaca que se trató del único fuerte en Míchigan que estuvo bajo las banderas de cuatro naciones: Francia, Gran Bretaña, España y los Estados Unidos.  .
El sitio está incluido en el Registro Nacional de Lugares Históricos y también es un sitio registrado a nivel estatal.